# Propylenglycolmonobutylether
Propylenglycolmonobutylether ist eine chemische Verbindung aus der Gruppe der Glycolether.

## Eigenschaften
Propylenglycolmonobutylether ist eine farblose Flüssigkeit mit etherischem Geruch, die löslich in Wasser ist.

## Verwendung
Propylenglycolmonobutylether wird als Lösungsmittel und Insektenvertreibungsmittel verwendet.

## Sicherheitshinweise
Die Dämpfe von Propylenglycolmonobutylether können mit Luft ein explosionsfähiges Gemisch (Flammpunkt 59 °C, Zündtemperatur 260 °C) bilden.